# Arracacia compacta
Arracacia compacta là một loài thực vật có hoa trong họ Hoa tán. Loài này được Rose mô tả khoa học đầu tiên năm 1911.